# Gustav Fink (Politiker)

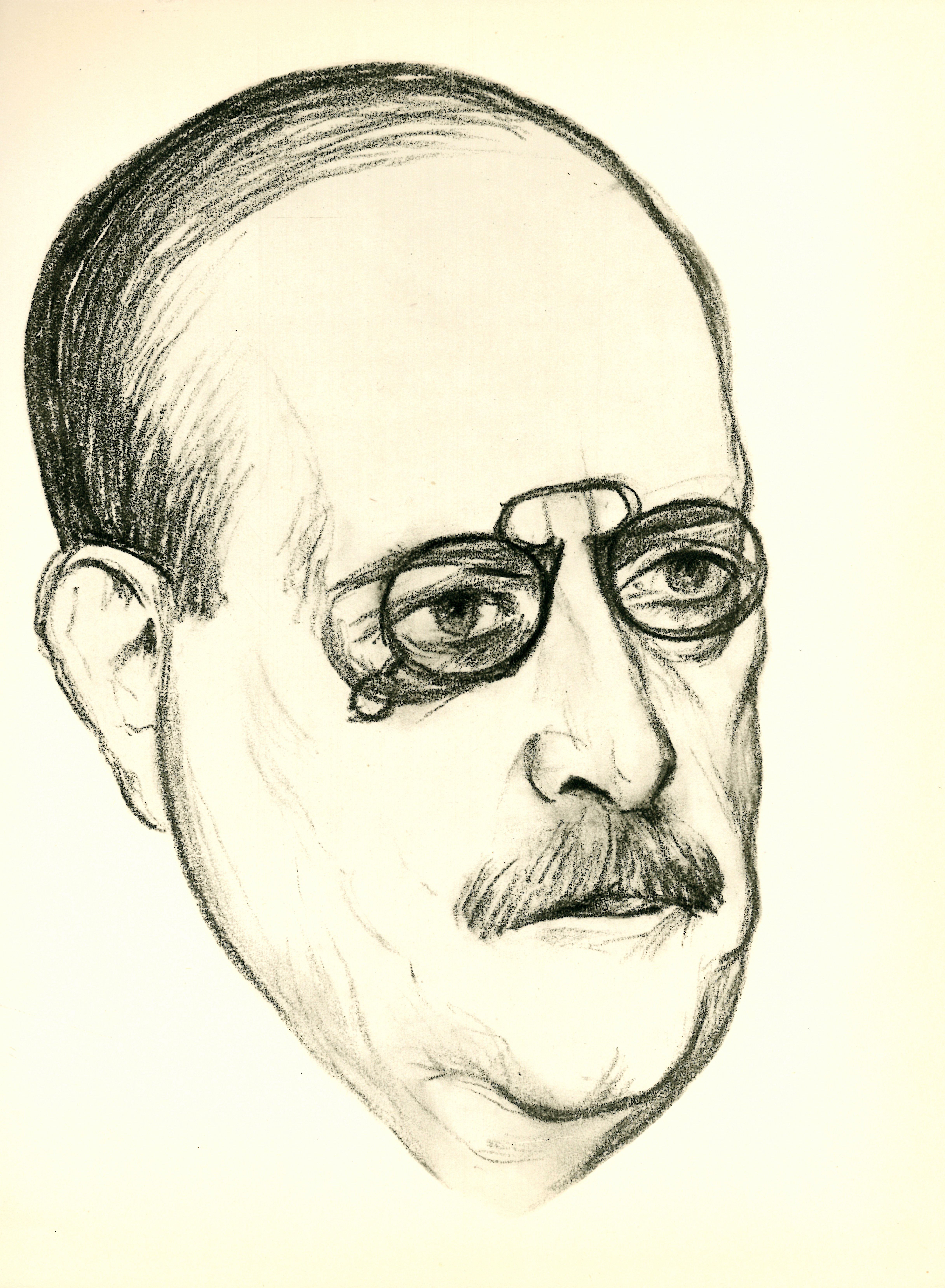
„Bürgermeister a. D. Dr. jur. Fink“, Porträtzeichnung von August Heitmüller, um 1929

Gustav August Friedrich Fink (* 3. Juli 1854 in Hannover; † 15. Mai 1933 ebenda) war ein deutscher nationalliberaler Politiker und Bürgermeister von Hannover.

## Leben
Nach dem Abitur in Waren (Mecklenburg) absolvierte Fink ein Jura-Studium in Würzburg und Göttingen. 1880 wurde er Mitglied des Corps Nassovia Würzburg. Das Studium schloss er 1884 mit dem Referendarexamen ab. 1890 war er zunächst als Gerichtsassessor, dann als Stadtsyndikus in Einbeck und schließlich als Senator für das Gewerbedezernat in Hannover tätig. 1904 übernahm er zusätzlich die Leitung der städtischen Polizeiverwaltung. Im selben Jahr wurde er außerdem zum Vorsitzenden der Nationalliberalen Partei in der Provinz Hannover gewählt.

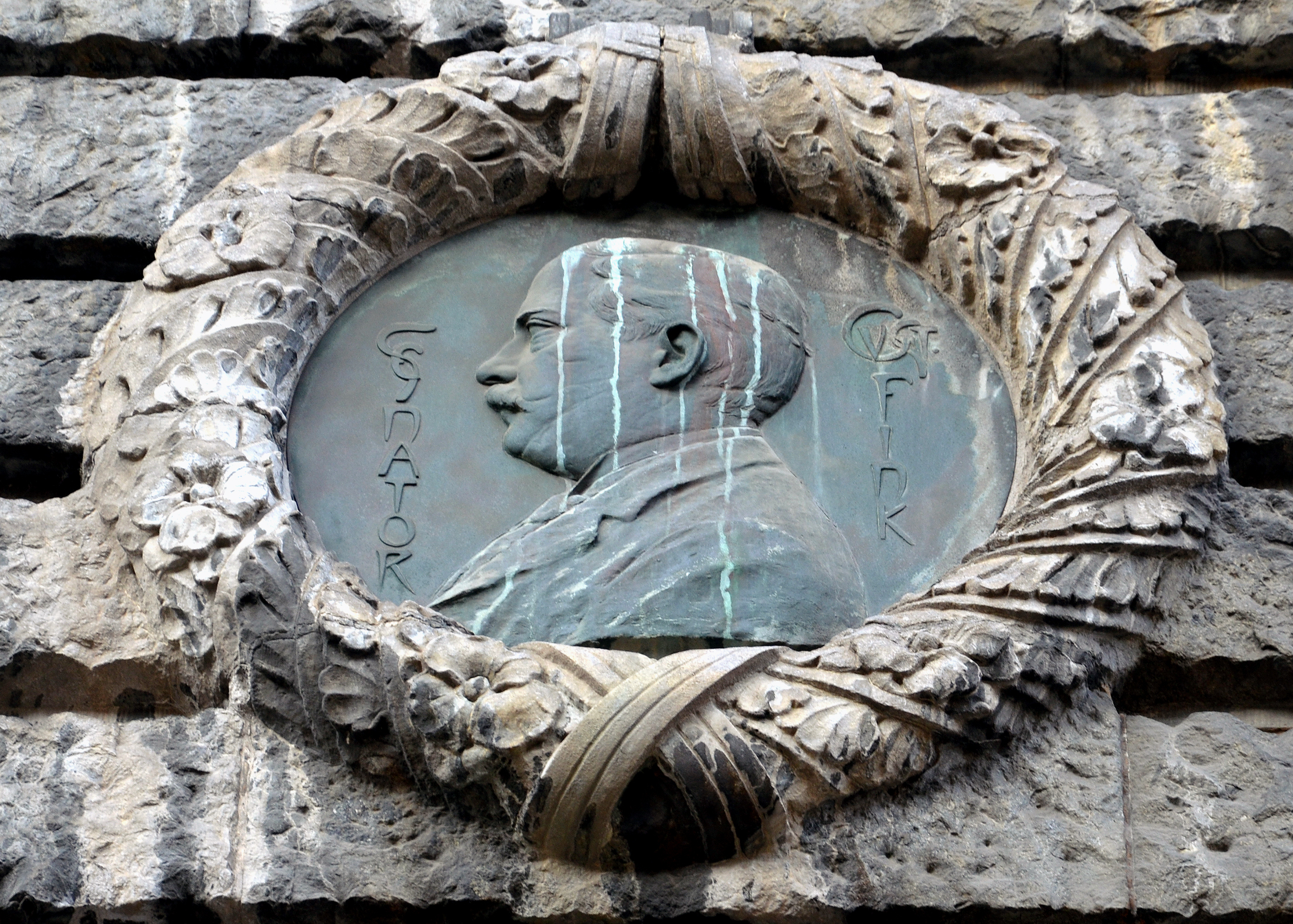
Senator Gustav Fink als Porträtmedaillon von Karl Gundelach um 1900 am Gebäude der Langeschen Stiftung

Ab 1905 war Fink als Abgeordneter im Preußischen Abgeordnetenhaus und im hannoverschen Landtag vertreten. 1918 wurde er Mitglied der DVP, wo er jedoch keine Funktionen ausführte. 1922 wurde Fink zum Bürgermeister (Syndikus) gewählt. In der Zeit von Oktober 1924 bis August 1925 war er als kommissarischer Oberbürgermeister tätig. Anschließend wurde er zum Ehrenbürger der Stadt Hannover ernannt und in den Ruhestand versetzt. Neben zahlreichen Ehrenämtern war er maßgeblich an der Errichtung der 1914 eingeweihten Stadthalle beteiligt. Anlässlich seines 70. Geburtstags wurde die Hermann-Straße in der Südstadt, in welcher sich sein Geburtshaus befand, in Bürgermeister-Fink-Straße umbenannt.
Gustav Fink wurde 1892 in die Freimaurerloge Zur Ceder aufgenommen; von 1913 bis 1928 war er deren Logenmeister.

## Familie
Verheiratet mit Anna Jänecke (1873–1943). Kinder: Walter (1893–1904), Else (1894–1940), Hanna (* 1896), Otto (* 1906) und Werner (* 1907).

## Ehrengrab
Das Ehrengrab von Gustav Fink findet sich auf dem Stadtfriedhof Engesohde in Hannover, Abteilung 12, Grablege Nummer 228 a - b.